# 広橋真紀子
広橋 真紀子（ひろはし まきこ）は、日本の作曲家、音楽プロデューサー、ピアニスト。新潟県長岡市出身。新潟県立長岡高等学校、国立音楽大学作曲学科卒業。

## 来歴・人物
5歳より、ピアノを始める。ピアノの楽譜を読むのが大嫌いだった反面、即興演奏ばかりしていたという。
国立音大卒業後は、カラオケのMIDI制作や、アイドル、歌手への楽曲提供、環境音楽を始めとする音楽プロデューサー、自身の作・編曲によるピアノの演奏等で活躍している。
現在は、神奈川県横浜市に在住で、母親でもある。

## 作品
- バイオシックミュージック
  - 「星座」
  - 「 水 」
  - 「宇宙」
  - 「宝石」
  - 「地球」
  - 「四季」

- アルファ波音楽
  - 0歳児
  - 1～2歳児
  - 2～3歳児
- メンタルトレーニングシリーズ ～理想の結婚ができる～
- Roomy Hart
  - < Pure >
  - < Love >
- アイソトニック・サウンド
  - < rain >
  - < wind >
  - < water >
  - < rainbow >
  - < snow >
- ミュージックエステ
  - <素肌美人>
  - <便秘すっきり>
  - <痩身>
  - <メイクアップ>
- メディカルサウンド
- <ストレス解消>
  - 水の戯れ
  - 木漏れ日の中で
  - 海辺にて
- 更年期にやさしいCD
  - イライラ解消に
  - 沈みがちなあなたに
- 快眠音楽～午睡
- 子育てママのリラックスCD
- Silent Christmas
- 遠くへ行きたい
- リラックス呼吸法＆ストレッチ
- 水の旅
- THE PIANO IN DARKNESS （自費製作）

## ピアノ演奏・編曲作品
- リラクシング・ピアノ
  - ディズニー・コレクション ORP-201　
  - 宮崎駿コレクション ORP-202　
  - 桑田佳祐コレクション ORP-203
  - 韓国ドラマ・コレクション ORP-204
  - Mr.Childrenコレクション ORP-206
  - 平井堅コレクション ORP-207
  - ラブ･ソングス ORP-208
  - ヒーリング・メロディーズ ORP-209
  - ラブ・ソングスII DLRP-210
  - コブクロ・コレクション DLRP-211 　
  - R36 ラヴァーズ・メロディー DLRP-212
  - ラブ・ソングスⅢ DLRP-213
  - ちゅら唄・沖縄ソング・コレクション DLRP-214
  - 絢香コレクション DLRP-215
  - 嵐コレクション DLRP-216